# Jani Liimatainen
Jani Allan Kristian Liimatainen es un guitarrista finlandés conocido mundialmente por su trabajo en la banda de power metal melódico finlandesa Sonata Arctica, de la que fue uno de los miembros fundadores.
En febrero de 2024, la banda Insomnium decide apartar al guitarrista porque está desaparecido.

## Biografía
Nació el 9 de septiembre de 1980 en Kemi (Finlandia) y empezó su carrera musical aproximadamente a los 14 años. Su desarrollo musical fue principalmente autodidáctico, aunque en sus inicios recibió algunas lecciones que le sirvieron como base para desarrollar su técnica, muy influenciada por grupos como Dream Theater y Pain of Salvation y por guitarristas como Yngwie Malmsteen, Steve Vai y Mattias Eklundh.
Jani también formó parte de Altaria, grupo de power metal con el cual grabó cuatro discos antes de abandonarlo para dedicarse completamente a Sonata Arctica.
Debido a su negativa a realizar el servicio militar obligatorio de su país, entre otoño del 2006 y mayo del 2007 tuvo problemas con la justicia finlandesa que lo llevaron incluso a pasar un mes en prisión, hasta que decidió hacerse cargo de sus "deberes civiles". Por esta serie de circunstancias fue reemplazado, en principio temporalmente, por el guitarrista Elias Viljanen. Sin embargo, en mayo de 2007 fue definitivamente invitado a marcharse de Sonata Arctica, aunque esto no fue oficialmente confirmado hasta el 6 de agosto.
También formó un nuevo proyecto junto a Henrik Klingenberg, teclista de Sonata Arctica, que recibió el nombre de Graveyard Shift y se trata de un grupo de death metal melódico influenciado por grupos como In Flames, Soilwork y Strapping Young Lad. Hasta el momento sólo ha grabado una demo de 4 pistas.
En el año 2009 y luego de meses alejado de la escena pública, Jani anuncia en una revista japonesa su regreso oficial al mundo del metal de la mano del conocido cantante de Stratovarius Timo Kotipelto.
La banda llamada Cain's Offering posee gran expectativa por lo que éstas 2 leyendas del power metal finlandés han demostrado a lo largo de los años. Ya lanzado su primer disco (22 de julio en Japón, 28 de agosto en Europa), no se ven muchas diferencias en el estilo de Jani, sigue dándole tanta emoción a las canciones como siempre lo ha hecho.
Este guitarrista ha demostrado ser un virtuoso, que junto a otras grandes jóvenes promesas como Alexi Laiho, grabaron sus primeros discos comerciales poco después de cumplir 18 años.
El 16 de julio de 2019 ingresa de forma oficial en la banda de death metal melódico Insomnium , donde ya había ejercido como guitarrista en algunos directos desde 2015 por la baja del guitarrista Ville Friman.

## Discografía

### con Sonata Arctica
- Eclíptica (1999)
- Silence (2001)
- Winterheart's Guild (2003)
- Reckoning Night (2004)
- Unia (2007)

### con Altaria
- Invitation (2003)
- Divinity (2004)

### con Sydänpuu
- Sydänpuu Demo (2004)
- Demo 2006 (2006)
- Demo 2009 (2009)
- Malja (2013)

### con Graveyard Shift
- The Nights of Death (2005)

### con Cain's Offering
- Gather The Faithful (2009)
- Stormcrow (2015)

### Kotipelto & Liimatainen
- Blackoustic (2012)

### con The Dark Element
- The Dark Element (2017)
- Songs the night sings (2019)

### Solista
- My Father's Son (2022)